# NoiseArt Records
NoiseArt Records est un label discographique autrichien de heavy metal, basé à Salzbourg.

## Histoire
Le label est créfondé par les organisateurs de concerts Rock the Nation (Metalcamp, Paganfest, Heidenfest). Sa première publication est en janvier 2010 l'album Blutaar du groupe allemand de pagan metal Varg. Le label publie des albums dans tous les genres du metal de groupes européens, de jeunes groupes comme Steelwing et plus anciens comme Mercenary dont l'album Wolfskult s'est classé 33e des charts allemands en mars 2011 et Metamorphosis à la 42e place des charts danois.

## Rock the Nation Awards
Depuis 2009, Rock the Nation organise un concours de découverte de groupes sans contrat. Le gagnant remporte un contrat avec NoiseArt Records, des concerts lors de festivals et d'une tournée en Europe, ainsi que de la promotion dans la presse européenne.
Entre 2009 et 2012, les lauréats étaient : Steelwing / Suicidal Angels (2009), Skull Fist (2010), Nexus Inferis / Krampus (2011) et Essence (2012).

## Groupes et artistes
Les groupes suivants sont en contrat ou ont signé avec NoiseArt Records (2017) :
- Arafel (de)
- After All (2016)[5]
- Bornholm (2012)[6]
- Dawn of Disease
- Dvalin (2015)[7]
- Essence
- Frosttide
- Fueled by Fire
- Gurd (de)
- Hellish Crossfire (de)
- Kambrium (de) (2016)[8]
- Krampus (de)
- Mercenary
- Milking the Goatmachine
- Mortal Sin (2011)[9]
- Skull Fist
- Steelwing (de)
- Suicidal Angels
- The Privateer (de)
- Thaurorod (de)
- Thyrfing
- Trollfest
- Varg
- Winterstorm (de)
- Wisdom
- Wolfchant